# Apomecyna vaneyeni
Apomecyna vaneyeni är en skalbaggsart som beskrevs av Stefan von Breuning 1952. Apomecyna vaneyeni ingår i släktet Apomecyna och familjen långhorningar. Inga underarter finns listade i Catalogue of Life.